# エスカンビア郡 (フロリダ州)
エスカンビア郡（英: Escambia County）は、アメリカ合衆国フロリダ州の最西部に位置する郡である。人口は32万1905人（2020年）。郡庁所在地はペンサコーラであり、同郡で人口最大の都市である。

## 歴史
エスカンビア郡となった地域には数千年前から様々な文化を持った先住民族が住んでいた。ヨーロッパ系アメリカ人が入ってきた時にはクリーク族インディアンが住んでいた。
エスカンビア郡は1821年7月21日にヨーロッパ系アメリカ人によっｔ設立された。郡名はエスカンビア川から採られた。「エスカンビア」という言葉はクリーク族の言葉で「きれいな水」を意味する Shambia、あるいはチョクトー族の言葉で「トウの茂み」か「アシの茂み」を意味する言葉から採られたとされている。隣接するアラバマ州にもエスカンビア郡がある。
エスカンビア郡とセントジョンズ郡が、フロリダで最初に作られた2郡である。スワニー川が2つの郡の境界にされていた。

## 地理
アメリカ合衆国国勢調査局に拠れば、郡域全面積は875.57平方マイル (2,267.7 km2)であり、このうち陸地662.35平方マイル (1,715.5 km2)、水域は213.21平方マイル (552.2 km2)で水域率は24.35%である。
郡内にはサンタローザ島が含まれており、隣接するサンタローザ郡とは別のものになっている。
エスカンビア郡はペンサコーラ・フェリーパス・ブレント大都市圏に属している。

### 隣接する郡
- エスカンビア郡 (アラバマ州) - 北
- サンタローザ郡 - 東
- ボールドウィン郡 (アラバマ州) - 西

エスカンビア郡はアラバマ州のエスカンビア郡と接している。このように2つの州の同名の郡が互いに接している例は、アメリカ合衆国に11組ある。

### 国立保護地域
- ガルフ諸島国立海岸（部分）

## 郡政府
エスカンビア郡は5人の委員による郡政委員会が統治している。委員は郡内5つの選挙区からそれぞれ1人が選ばれている。任期は4年間である。郡政委員会が郡役人を管理する長として郡管理官を指名している。法の執行は郡保安官事務所が行っている。

## 政治
エスカンビア郡は大変保守的な地域にあり、アメリカ合衆国下院には1994年以降大差で共和党候補を選出し、大統領選挙では1988年以降共和党候補を強く推している。それ以前は民主党を支持しており、アメリカ合衆国下院や州議会には民主党員を送り出していた。1994年のアメリカ合衆国下院議員選挙で、現職のアール・ハットが再選出馬を辞退し、共和党のジョー・スカーボローが選ばれた。1960年以降、民主党大統領候補は支持されず、1972年のジョージ・マクガヴァンの場合は20%しか支持されなかった。
| 年     | 共和党 | 民主党 | その他 |
| ------ | ------ | ------ | ------ |
| 2008年 | 59.0%  | 39.8%  | 1.2%   |
| 2004年 | 65.3%  | 33.7%  | 1.0%   |
| 2000年 | 62.6%  | 35.1%  | 8.5%   |
| 1996年 | 56.5%  | 35.1%  | 8.4%   |
| 1992年 | 50.2%  | 30.5%  | 19.3%  |
| 1988年 | 68.0%  | 31.4%  | 0.5%   |

## 人口動態
以下は2000年国勢調査による人口統計データである。
| 基礎データ - 人口: 294,410人 - 世帯数: 111,049 世帯 - 家族数: 74,180 家族 - 人口密度: 172人/km2（444人/mi2） - 住居数: 124,647軒 - 住居密度: 73軒/km2（188軒/mi2） 人種別人口構成 - 白人: 72.35% - アフリカン・アメリカン: 21.40% - ネイティブ・アメリカン: 0.90% - アジア人: 2.21% - 太平洋諸島系: 0.12% - その他の人種: 0.85% - 混血: 2.16% - ヒスパニック・ラテン系: 2.70% 年齢別人口構成 - 18歳未満: 23.5% - 18-24歳: 12.2% - 25-44歳: 29.0% - 45-64歳: 22.0% - 65歳以上: 13.3% - 年齢の中央値: 35歳 - 性比（女性100人あたり男性の人口） - 総人口: 98.6 - 18歳以上: 97.1 | 世帯と家族（対世帯数） - 18歳未満の子供がいる: 29.9% - 結婚・同居している夫婦: 47.8% - 未婚・離婚・死別女性が世帯主: 15.1% - 非家族世帯: 33.2% - 単身世帯: 26.9% - 65歳以上の老人1人暮らし: 9.7% - 平均構成人数 - 世帯: 2.45人 - 家族: 2.98人 収入と家計 - 収入の中央値 - 世帯: 35,234米ドル - 家族: 41,708米ドル - 性別 - 男性: 31,054米ドル - 女性: 22,023米ドル - 人口1人あたり収入: 18,641米ドル - 貧困線以下 - 対人口: 15.4% - 対家族数: 12.1% - 18歳未満: 23.7% - 65歳以上: 9.6% |

## 都市と町

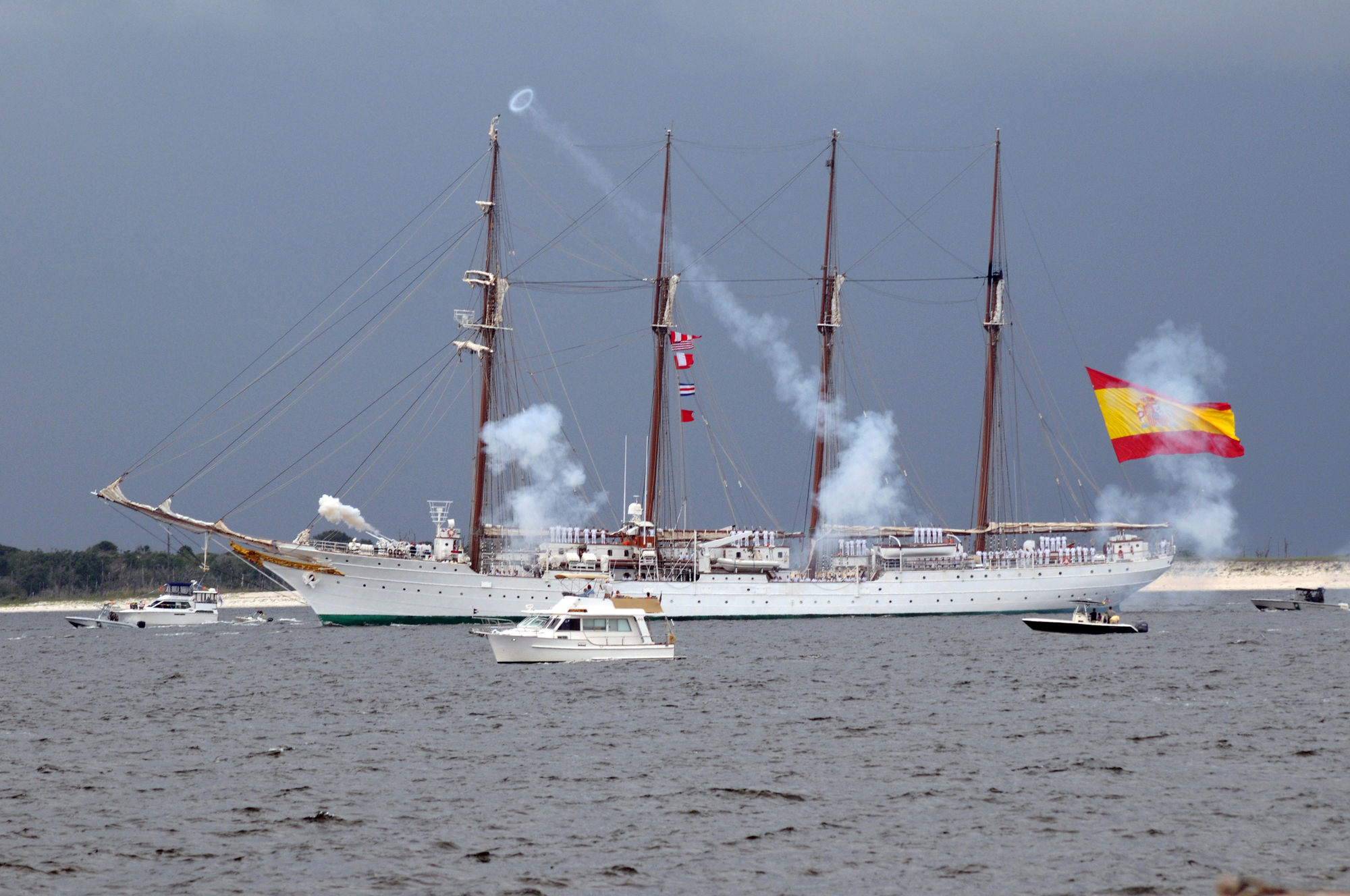
スペインのトールシップ、フアン・セバスチャン・デ・エルカノ、ペンサコーラ市の450周年を祝い、21門の祝砲を放つ、2009年

### 法人化自治体
- ペンサコーラ - 郡庁所在地
- センチュリー

### 未編入の町
| - バリノーパーク - ベルビュー - ビューラー - ブレント - カントンメント | - エンスリー - フェリーパス - ゴンザレス - グールディング - イネラリティポイント | - マクダビッド - モリノ - マートルグローブ - ペンサコーラビーチ - パーディドキー | - ウォルナットヒル - ウォーリントン - ウェストペンサコーラ |

### 廃村
- マスコギー

## 教育
郡内の初等中等公共教育はエスカンビア郡教育学区が管轄している。
西フロリダ大学とペンサコーラ州立カレッジ、およびペンサコーラ・クリスチャンカレッジが郡内にある。

## メディア

### 印刷物
地域最大の日刊紙は「ペンサコーラ・ニューズ・ジャーナル」である。「ペンサコーラ・インデペンデント・ニューズ」という週刊紙も発行されている。インターネットではNorthEscambia.comという新聞があり、郡の北半分に集中しているが、郡全体で閲覧されている。

### テレビ
全国ネットのテレビはペンサコーラ市にあるABC系列の局から発信されている。他にモービル市からはCBS系列、NBC系列、フォックス放送系列の局が放送を送っている。テレビ市場としてはモービル・ペンサコーラ・フォートウォルトンビーチ・テレビ市場に属している。コックス・コミュニケーションズがケーブルテレビ放送を送っており、その傘下のコックス・メディアが公告を流している。

### ラジオ
ラジオはペンサコーラ・モービル・ラジオ市場にあり、AM、FM共に多数のラジオ局がある。

### 政府関連
- Escambia County Board of County Commissioners
- Escambia County Supervisor of Elections
- Escambia County Property Appraiser
- Escambia County Sheriff's Office
- Escambia County Fire Rescue
- Escambia County Tax Collector

### 特殊地区
- Escambia County School District
- Northwest Florida Water Management District

### 司法関連
- Escambia County Clerk of Courts
- Public Defender, 1st Judicial Circuit of Florida serving Escambia, Santa Rosa, Okaloosa, and Walton counties
- Office of the State Attorney, 1st Judicial Circuit of Florida
- Circuit and County Court for the 1st Judicial Circuit of Florida

### 民間
- Junior League of Pensacola

座標: 北緯30度37分 西経87度20分 / 北緯30.61度 西経87.33度